# غبيراء ممغصة
الغبيراء الممغصة (أي التي تسبب المغص) (باللاتينية: Sorbus torminalis) نوع نباتي شجري يتبع جنس الغبيراء من الفصيلة الوردية.
تنتشر في جبال اللاذقية وشمال المغرب العربي وتركيا والقوقاز وأوروبا من الجزر البريطانية إلى الدنمارك وبولندا.

## معرض صور

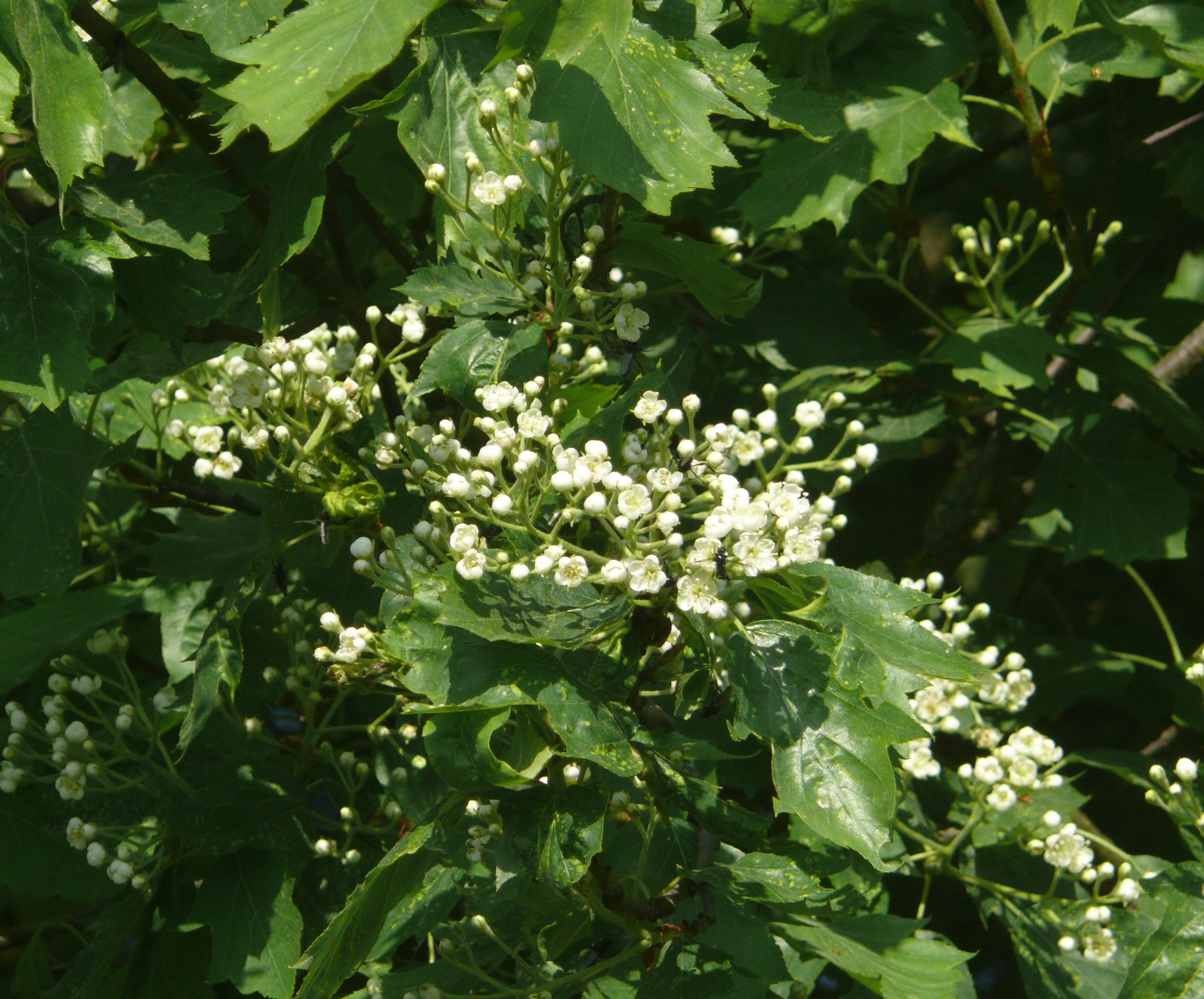
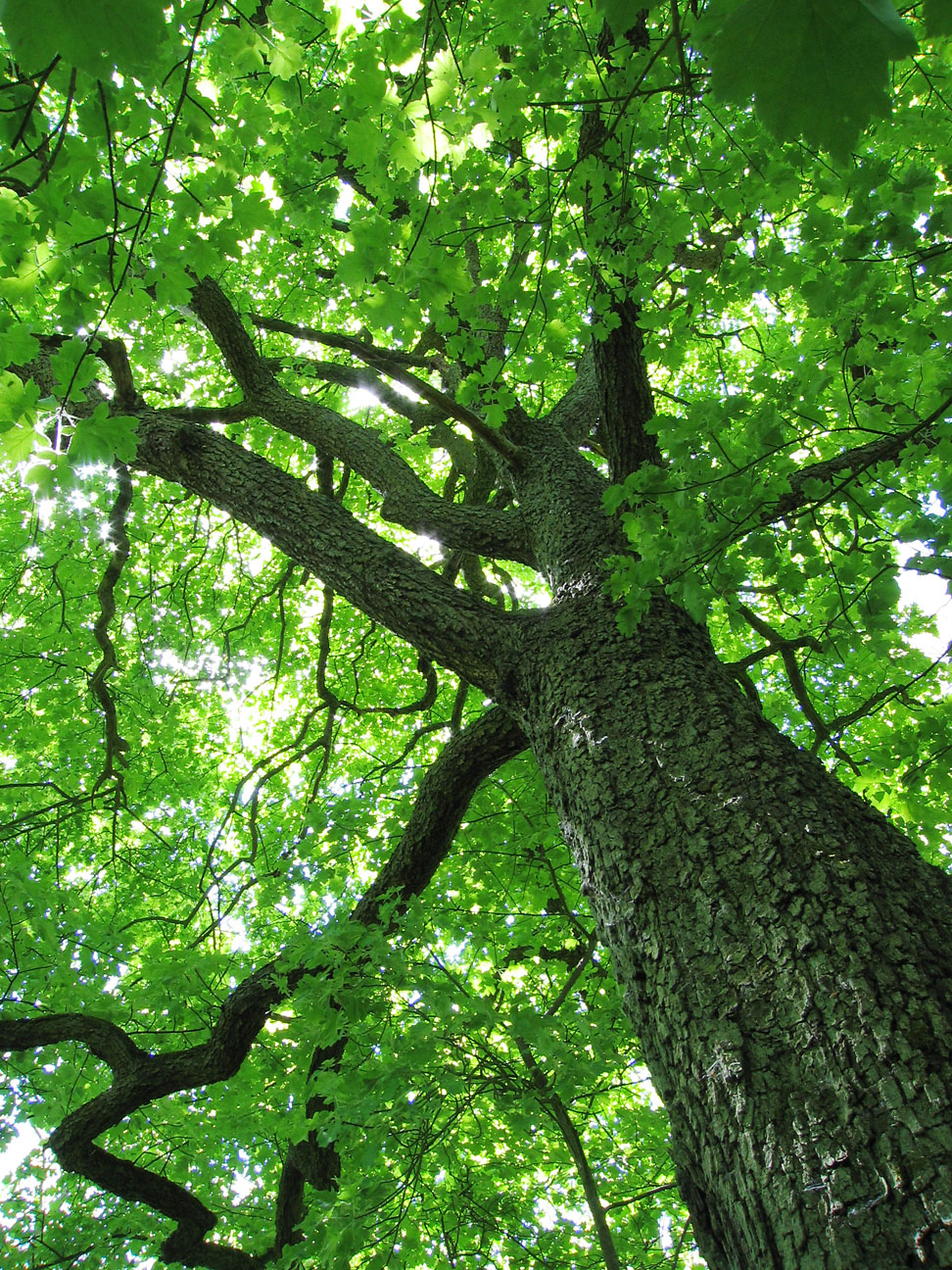
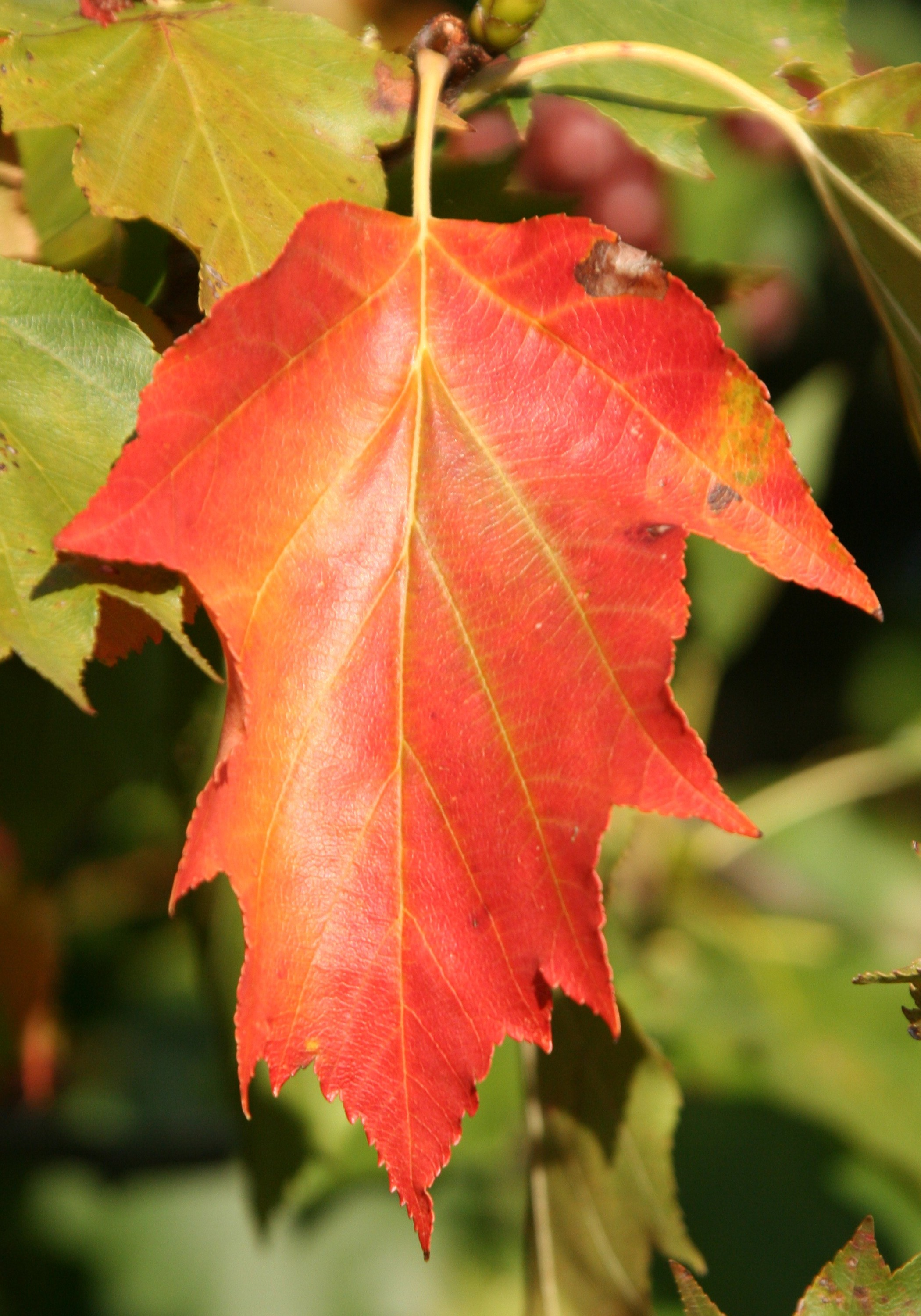
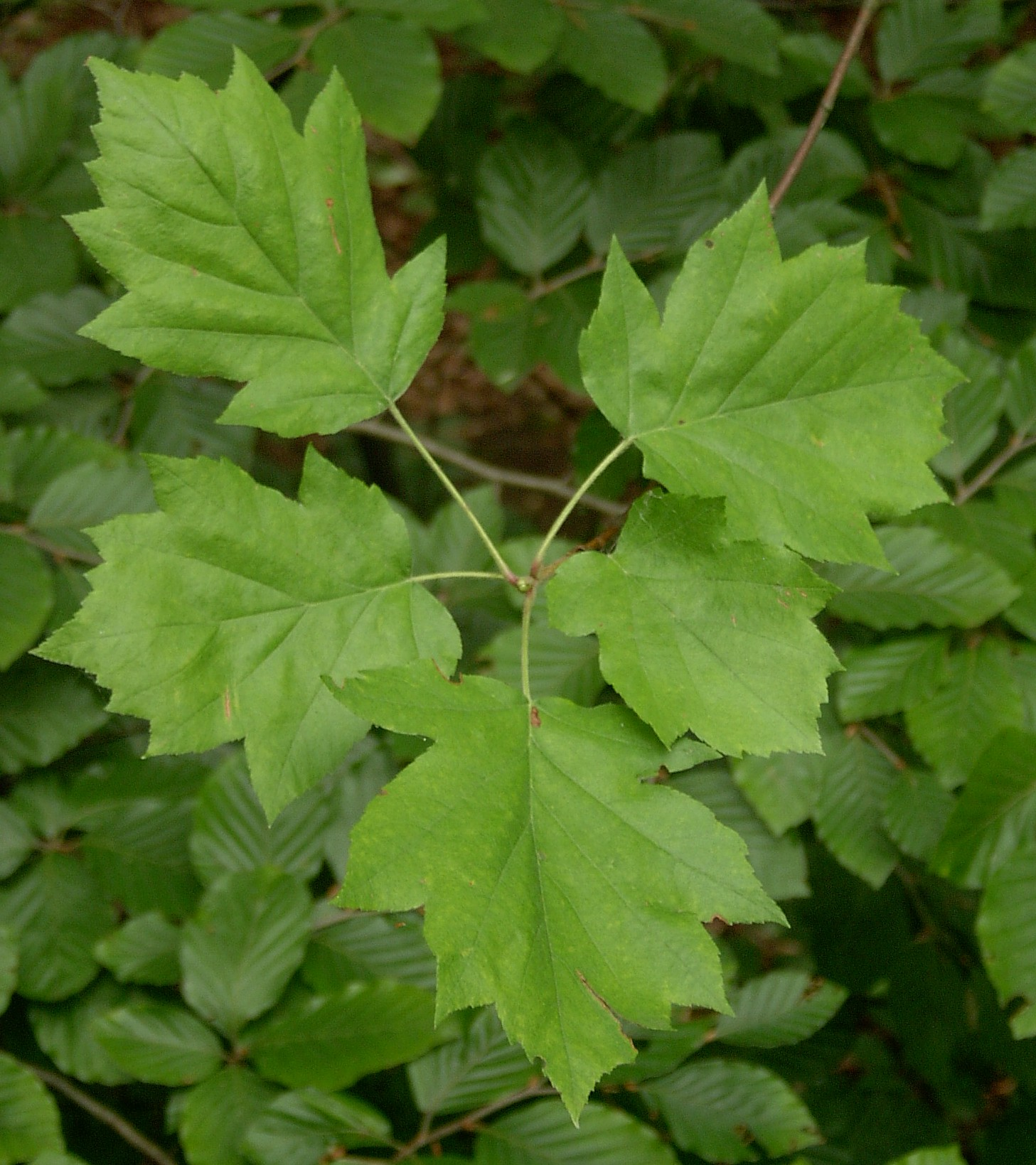
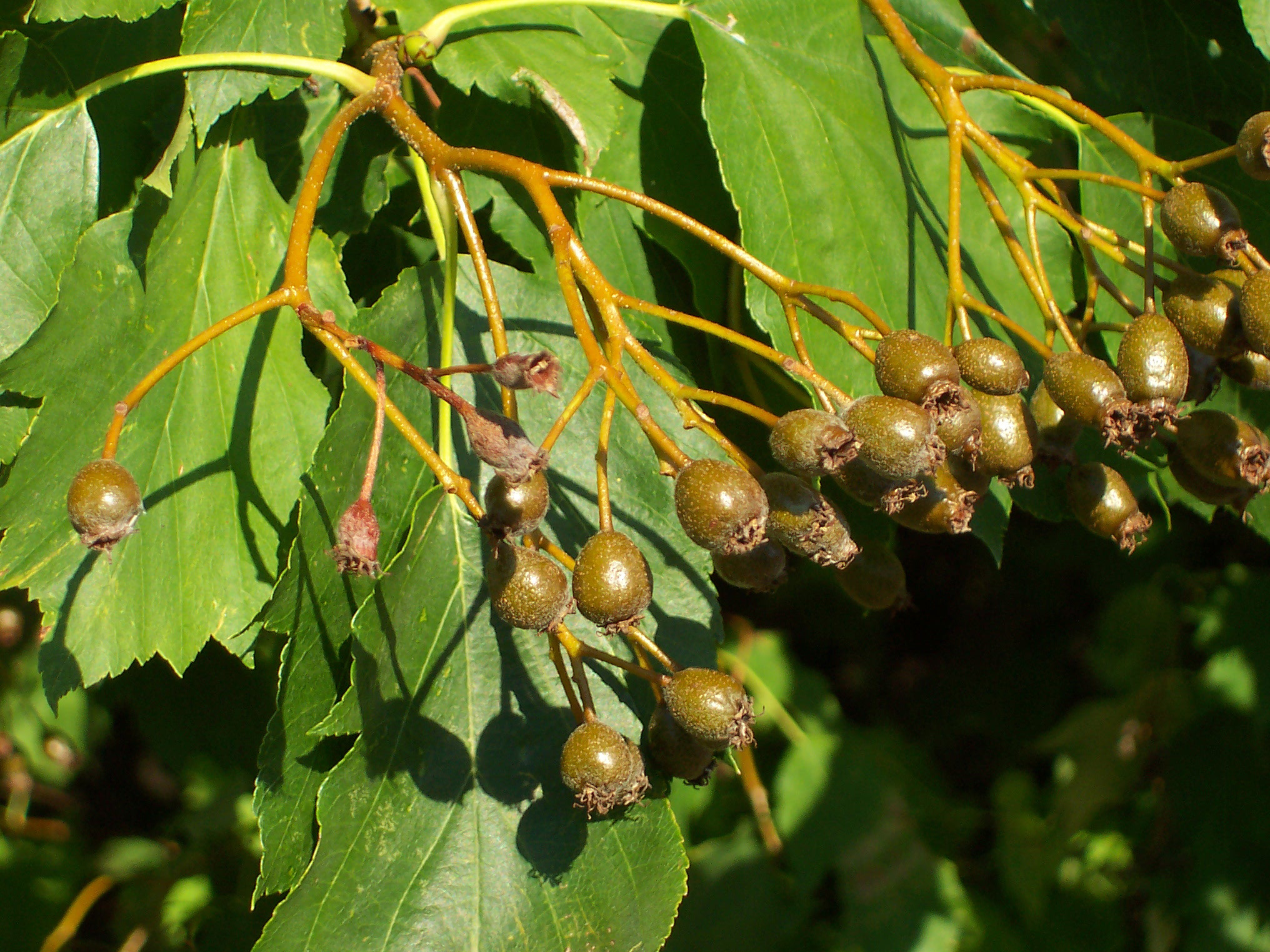